# Breakthrough (álbum de Colbie Caillat)
Breakthrough es el segundo álbum de estudio de la cantante, compositora y guitarrista estadounidense Colbie Caillat. El álbum fue lanzado el 25 de agosto de 2009 en Estados Unidos a través del sello discográfico Universal Republic. El primer sencillo, "Fallin' For You" fue lanzado el 30 de junio de 2009, y fue un éxito en Billboard Hot 100, llegando al número 12. El álbum debutó número uno en Billboard 200.
"Breakthrough" ha recibido críticas positivas y ha sido nominado por Mejor Álbum Pop en los Premios Grammy.

## Historia y producción
Caillat trabajó con varios productores, compositores, y artistas como Greg Wells, Rick Nowels, John Shanks, y la jueza de American Idol, Kara DioGuardi. Caillat creó un 'campo de escritura' en Hawái el año pasado, invitando a colaboradores familiares como Jason Reeves y Mikal Blue (quién coprodujo/coescribió su álbum debut) y Kara DioGuardi en ayudar con el álbum. La versión deluxe de Breakthrough fue lanzado el 25 de agosto, e incluye cinco bonus tracks.

### Uso en el cine y televisión
- "You Got Me" fue presentado en Leap Year en el 2010[3][4] y Letters to Juliet[5] y también en la serie de televisión Melrose Place.

- "Fallin' For You" está en el soudtrack de la película con Jennifer Lopez y Alex O'Loughlin, The Back-Up Plan, y en la banda sonora de la banda sonora de la telenovela brasileña Viver a Vida y también en Ghost Whisperer.

- "Begin Again (Instrumental)" fue presentada en Life Unexpected.

## Recepción
El álbum ha sido recibido con críticas positivas. Michael Lello de Pop Matters le dio al álbum 7 estrellas (de 10) y dijo que: "En Breakthrough, Caillat sabiamente se basa en sus puntos fuertes-la disciplina y temas femeninos-en lugar de entrar en un nuevo territorio drástico. Hay una consistencia a través de 12 canciones, que es notable teniendo en cuenta que reclutó a algunos de los creadores de éxitos-el co-escritor John Shanks (Kelly Clarkson, Alanis Morissette, Sheryl Crow), su padre productor Ken Caillat (quién co-produjo y co-ingenieró el disco "Rumors" de Fleetwood Mac), y la escritora Kara DioGuardi de American Idol. La industria de los profesionales sirven para endulzar, no para cambiar, el sonido de Caillat, que resulta en un álbum de rica textura, no una colección de sencillos, que conserva la personalidad de la artista." La crítica de Allmusic, le dio al álbum tres estrellas (de 5) y dijo que: "Breakthrough es una creación que es impermeable y más elegante que el álbum debut, pero afortunadamente, no es tan expenso de los encantos de la simple Caillat." La revista Billboard le dio una revisión promedio diciendo: "Breakthrough nunca hace honor a su título. Pero las canciones que se apartan de la fórmula aunque sea ligeramente-como lo producido por Greg Wells "Fearless"-ofrecen un alivio agradable, y quizás una muestra de lo que podría ser sí la cantante fuera más profundo." La crítica de Sputnikmusic fue más favorable diciendo: "La voz suave de Colbie, el sonido suave de su música, y los coros memorables valen mucho la pena escuchar cuando el humor de algo fácil te golpea." Jim Farber de NY Daily News dijo que "la inconsecuencia del sonido de Caillat ofrece un bálsamo para el rechazo sin parar que sufre en sus letras e incluso en esas canciones extrañas dónde Caillat gana al chico, no suena como sí ella estuviera haciendo mucho con él detrás de sostener manos. Los adultos quizás se puedan reír con eso. Pero con canciones así de atrapantes, también son propensas a verse cantando."

## Sencillos
- "Fallin' For You fue lanzado cómo el primer sencillo del álbum el 30 de junio de 2009. El sencillo debutó en el número 12 en Billboard Hot 100, convirtiendo el sencillo más alto vendiendo más de 118,000 descargas digitales. El vídeo musical fue lanzado en julio, de 2009.

- "I Never Told You" es el segundo sencillo del álbum. Fue oficialmente lanzado el 16 de febrero de 2010.[8][9] Ha llegado al número 48 en Billboard Hot 100.[10]

- "Begin Again" es el tercer sencillo y fue lanzado el 29 de junio de 2010[11]

- "I Won't" será el último sencillo del álbum.

## Listado de canciones
| Edición estándar |                               |              |          |  |
| N.º              | Título                        | Escritor(es) | Duración |  |
| 1.               | «I Won't»                     |              | 3:47     |  |
| 2.               | «Begin Again»                 |              | 4:16     |  |
| 3.               | «You Got Me»                  |              | 4:02     |  |
| 4.               | «Fallin' For You»             |              | 3:37     |  |
| 5.               | «Rainbow»                     |              | 3:58     |  |
| 6.               | «Droplets (con Jason Reeves)» |              | 3:26     |  |
| 7.               | «I Never Told You»            |              | 3:55     |  |
| 8.               | «Fearless»                    |              | 5:07     |  |
| 9.               | «Running Aroung»              |              | 3:49     |  |
| 10.              | «Break Through»               |              | 3:40     |  |
| 11.              | «It Stops Today»              |              | 3:49     |  |
| 12.              | «Breaking at the Cracks»      |              | 5:41     |  |

### Edición Deluxe
1. "What I Wanted to Say" - 4:34
2. "Out of My Mind" - 4:40
3. "Don't Hold Me Down" - 3:48
4. "Never Let You Go" - 4:19
5. "Stay With Me" - 4:27

### Edición Deluxe en iTunes
1. "Hold Your Head High" (sólo en álbum) - 4:19
2. "Begin Again (Versión Reggae) - 3:59

### Edición Rhapsody
1. "Something Special" - 3:05

### Edición en Brasil / Alemania / Italia
1. "Lucky (con Jason Mraz) - 3:09

### Edición en Japón / Reino Unido / Australia
1. "Lucky (con Jason Mraz) - 3:09
2. "Begin Again (Versión Reggae) - 3:59

## Lanzamiento
| País           | Fecha                    | Sello                 | Formato             |
| -------------- | ------------------------ | --------------------- | ------------------- |
| Japón          | 19 de agosto de 2009     | Universal Music Japan | Edición Deluxe      |
| Alemania       | 21 de agosto de 2009     | Universal             | CD / Edición Deluxe |
| Francia        | 24 de agosto de 2009     | Barclay               | CD                  |
| Estados Unidos | 25 de agosto de 2009     | Universal Republic    | CD / Edición Deluxe |
| Brasil         | 28 de agosto de 2009     | Universal             | Edición Deluxe      |
| Italia         | 4 de septiembre de 2009  | Universal             | CD / Edición Deluxe |
| Reino Unido    | 14 de septiembre de 2009 | Island                | CD / Edición Deluxe |

## Posiciones
| Lista (2009)                  | Posición | Certificación | Ventas  |
| ----------------------------- | -------- | ------------- | ------- |
| Australian Albums Chart       | 59       |               |         |
| Austrian Albums Chart         | 10       |               |         |
| Belgium Walloon Albums Chart  | 37       |               |         |
| Belgium Flanders Albums Chart | 41       |               |         |
| Canadian Albums Chart         | 5        |               | 20,000  |
| Dutch Albums Chart            | 24       |               |         |
| French SNEP Albums Chart      | 23       |               |         |
| German Albums Chart           | 9        |               |         |
| New Zealand Albums Chart      | 31       |               |         |
| Portuguese Albums Chart       | 11       |               |         |
| Swiss Albums Chart            | 10       |               |         |
| U.K. Albums Chart             | 109      |               |         |
| U.S. Billboard 200            | 1        | Oro           | 550,000 |